# 1940 Whipple
Whipple (asteroide 1940) é um asteroide da cintura principal com um diâmetro de 33,87 quilómetros, a 2,8434884 UA. Possui uma excentricidade de 0,0704642 e um período orbital de 1 954,21 dias (5,35 anos).
Whipple tem uma velocidade orbital média de 17,02942901 km/s e uma inclinação de 6,55666º.
Esse asteroide foi descoberto em 2 de Fevereiro de 1975 por Harvard Observatory.